# 1368 Numidia
1368 Numidia је астероид главног астероидног појаса са пречником од приближно 19,29 .
Афел астероида је на удаљености од 2,682 астрономских јединица (АЈ) од Сунца, а перихел на 2,365 АЈ.
Ексцентрицитет орбите износи 0,062, инклинација (нагиб) орбите у односу на раван еклиптике 14,825 степени, а орбитални период износи 1464,595 дана (4,009 године).
Апсолутна магнитуда астероида је 10,92 а геометријски албедо 0,203.
Астероид је откривен 30. априла 1935. године.